# Iphiona
Iphiona es un género de plantas fanerógamas perteneciente a la familia de las asteráceas. Comprende 37 especies descritas y de estas, solo 9 aceptadas.

## Taxonomía
El género fue descrito por Alexandre Henri Gabriel de Cassini y publicado en Bull. Sci. Soc. Philom. Paris 1817: 153. 1817. La especie tipo es  Iphiona dubia Cass.	

## Especies aceptadas
A continuación se brinda un listado de las especies del género Iphiona aceptadas hasta julio de 2012, ordenadas alfabéticamente. Para cada una se indica el nombre binomial seguido del autor, abreviado según las convenciones y usos.
- Iphiona arachnoidea (Boiss.) Anderb.
- Iphiona aucheri (Boiss.) Anderb.
- Iphiona grantioides (Boiss.) Anderb.
- Iphiona horrida Boiss.
- Iphiona mucronata (Forssk.) Asch. & Schweinf.
- Iphiona phillipsiae (S.Moore) Anderb.
- Iphiona pinnatifida Mesfin
- Iphiona scabra DC.
- Iphiona senecionoides (Baker) Anderb.